# Vlag van UNICEF

Vlag van UNICEF

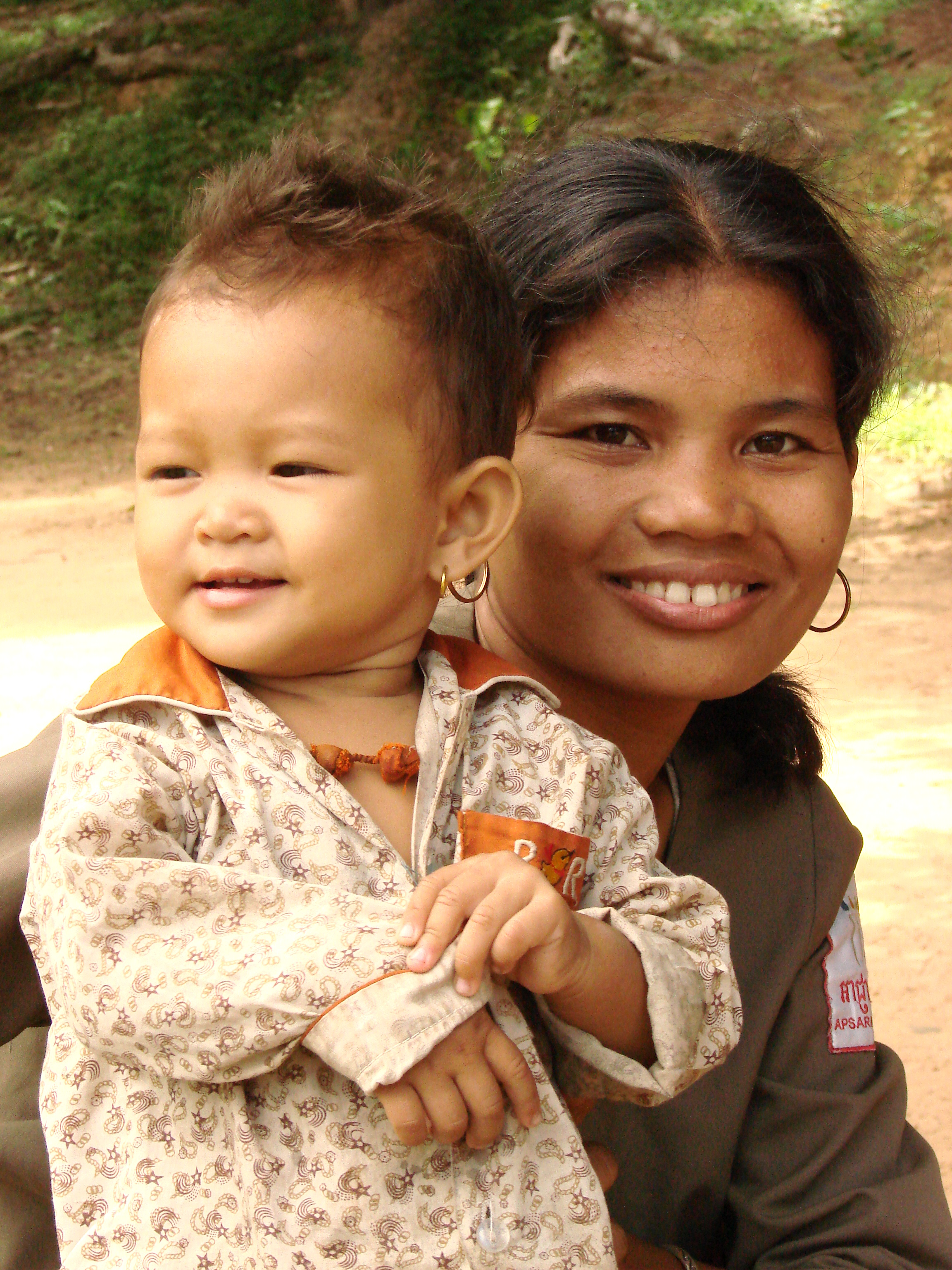
Een moeder die haar kind vasthoudt is een universeel symbool van de kindertijd

De vlag van UNICEF is gebaseerd op de vlag van de Verenigde Naties, aangezien UNICEF een oneigenlijke gespecialiseerd organisatie van de Verenigde Naties is.
De vlag toont het logo van UNICEF op een blauwe achtergrond. Het logo is gebaseerd op dat van de Verenigde Naties met een cirkel omringd door olijftakken met in het midden een moeder die een pasgeboren kind vasthoudt.
De kleuren hemelsblauw en wit, die de overheersende kleuren van de vlag zijn, zijn de traditionele kleuren van de Verenigde Naties. Daarnaast bestaat het embleem uit een projectie van de wereldbol. Tot slot wordt de vlag omringd door olijftakken, een universeel symbool van vrede.
Het universele gebaar van een moeder die haar kind optilt, symboliseert de hoop, veiligheid en vreugde die het werk van UNICEF ouders en hun kinderen brengt. Dit gebaar roept de energie en het enthousiasme van ouders op en weerspiegelt het optimisme van UNICEF en de resultaten die de organisatie voor elk kind wil bereiken.